# Danza jazz
La danza jazz nasce negli Usa nei primi anni del Novecento ed è caratterizzata da un insieme di stili diversi e tecniche di danza non facili da etichettare. Anticamente questo termine indicava una tradizionale danza della comunità afro-americana che poi ha preso spunto anche da altre civiltà, dando vita a nuove forme: da un lato ha ereditato il movimento europeo che ha contribuito a conferire eleganza e rigidità, e dall'altro quello africano che ha dato l'impulso ritmico e il fascino primitivo. Questo tipo di danza è perciò considerato un miscuglio di tradizioni africane ed europee.
Il termine "danza jazz" viene usato per descrivere un tipo di movimento in continua evoluzione proprio perché legato ai cambiamenti della cultura: dalle danze sociali degli anni venti allo sviluppo delle danze teatrali, fino ad arrivare ad oggi con l'hip hop e il funky jazz.
I principi della danza jazz sono l'uso dell'energia e l'improvvisazione. È caratterizzata da movimenti ampi molto espressivi, composti di ritmo e controritmo, con intervalli di salti, cadute e rialzate, tensioni e rilassamenti, perfettamente coordinati.
Risulta altamente coreografica ed è stata determinante per lo sviluppo del teatro musicale di Broadway e del genere cinematografico hollywoodiano meglio noto come musical.

## La storia
La storia della danza jazz comincia con l'importazione della cultura africana in Nord America attraverso il commercio degli schiavi. La conservazione della cultura africana è stata molto ostacolata e i governatori statunitensi non furono indulgenti nei confronti della danza africana e delle sue forme primitive.
Le danze praticate nelle piantagioni si basavano sulla tradizione africana, anche se le influenze europee dei proprietari delle piantagioni diedero al movimento un chiaro aspetto americano così che in America le danze africane e le danze europee si sono contaminate a vicenda e poi fuse in un nuovo tipo di danza.
Esistevano molte danze diverse con differenti finalità: 
- La Calenda era una danza ricreativa, accompagnata da un battito ritmico di tamburi, dove una linea di uomini si contrapponeva ad una linea di donne.
- Le danze sacre erano basate sull'adorazione delle divinità per "possederla", in modo che essa parlasse attraverso il danzatore. Queste ultime erano proibite per l'atteggiamento ostile della chiesa protestante verso la danza, ritenuta immorale e peccaminosa.
- In occasioni speciali - funerali, matrimoni, feste natalizie o del sabato sera - le danze erano imitative perché emulavano il movimento degli animali.
- Molto importanti erano anche le danze competitive con cui gli schiavi neri intrattenevano i proprietari bianchi delle piantagioni esibendosi in prodezze inaudite.

Ecco perché quando si parla di danza jazz, si deve parlare di danza “afro-americana” o "indigena americana", a differenza delle danze nell'India Occidentale, dove ancora oggi sono eseguite mantenendo intatto l'aspetto originario.